# سمارة مشرقية
السمارة المشرقية (باللاتينية: Sisymbrium orientale) نوع نباتي يتبع جنس السمارة من الفصيلة الصليبية.
موطنه المشرق العربي والمغرب العربي وجنوب أوروبا.